# Tesana Panvisavas
Tesana Panvisavas (Thai: เทศนา พันธ์วิศวาส; * 14. März 1978) ist ein ehemaliger thailändischer Badmintonspieler.

## Sportliche Karriere
2000 startete Tesana Panvisavas erstmals bei Olympia im Herrendoppel. Dort gewann er in der ersten Runde mit Pramote Teerawiwatana gegen  Dennis Lens und Quinten van Dalm aus den Niederlanden, verlor jedoch das zweite Spiel gegen Choong Tan Fook und Lee Wan Wah aus Malaysia und wurde Neunter. Bei der zweiten Teilnahme 2004 schafften es beide bis ins Achtelfinale. Zu Silber reichte es dagegen bei den Asienspielen 2002. 2007, mit neuem Partner Songphon Anugritayawon, war dagegen schon im Achtelfinale der Südostasienspiele Endstation. 2008 erreichte er bei den Thailand Open zusammen mit Songphon das Halbfinale.
National siegte er erstmals bei den thailändischen Meisterschaften 1998 im Mixed mit Saralee Thungthongkam. Drei weitere Titel im Herrendoppel mit Pramote Teerawiwatana folgten bis 2002.